# Сарбськ
Сарбськ (пол. Sarbsk, нім. Sarbsk, 1938-45: Sarsen) — село в Польщі, у гміні Вицько Лемборського повіту Поморського воєводства.
Населення — 202 особи (2011).
У 1975-1998 роках село належало до Слупського воєводства.

## Демографія
Демографічна структура станом на 31 березня 2011 року:
|          | Загалом | Допрацездатний вік | Працездатний вік | Постпрацездатний вік |
| -------- | ------- | ------------------ | ---------------- | -------------------- |
| Чоловіки | 102     | 23                 | 70               | 9                    |
| Жінки    | 100     | 26                 | 55               | 19                   |
| Разом    | 202     | 49                 | 125              | 28                   |